# Eau fraîche

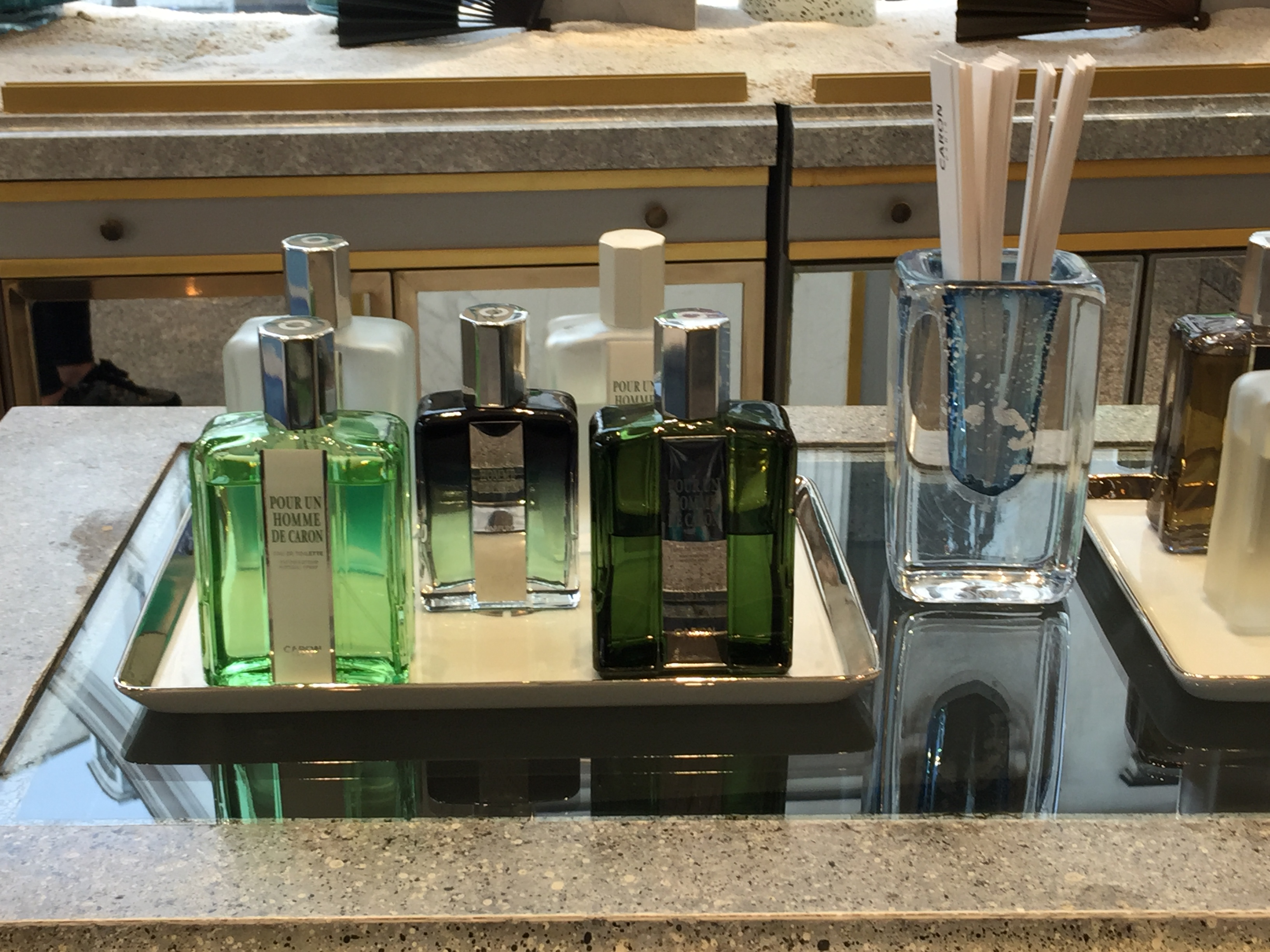
Flacons d'eau de toilette

Une eau fraîche est un parfum peu concentré (entre 1 et 3 % de composés aromatiques), la concentration la plus faible du commerce.